# Nicolai Brock-Madsen
Nicolai Brock-Madsen (* 9. ledna 1993, Randers, Dánsko) je dánský fotbalový útočník a bývalý mládežnický reprezentant, který hraje v klubu Randers FC.

## Klubová kariéra
V Dánsku debutoval v profesionální kopané v dresu Randers FC v roce 2010.

## Reprezentační kariéra
Nicolai Brock-Madsen nastupoval za dánské mládežnické reprezentační od kategorie U18. Zúčastnil se Mistrovství Evropy hráčů do 21 let 2015 konaného v Praze, Olomouci a Uherském Hradišti, kde byli mladí Dánové vyřazeni v semifinále po porážce 1:4 ve skandinávském derby pozdějším vítězem Švédskem.